# Mike Phiromphon
Mike Phiromphon (thaiul: ไมค์ ภิรมย์พร, más betűzéssel Phiromphorn) (Kumphawapi, 1966. július 8. –) ismert thai-lao mor lam és luk thung énekes Iszánból. Sok népszerű dala van, ezek közé tartozik:  "Lakorn Chee Wit", "Phoo Yu Bueang Lang", "Nuei Mai Kon Dee", "Ya Jai Khon Jon", "Klab Kham Sa Lar", "Kae Kaek Rab Chern", "Tee Pueng Khon Klai", "Yang Rak Kan Yoou Rue Plao", "Pha Lar Boon".

## Fiatalkora és karrirerje
Eredeti neve Pchrompchon Pintapákáng volt. 1966. július 8-án Udon Thani tartományban született. Szülei Som és Sonklin voltak. Tanulmányait a középiskola után befejezte. Bangkokban építkezéseken vállalt munkát és pincérkedett is, majd 1995-ben szerződtette a GMM Grammy, Thaiföld legnagyobb kiadója, és ebben az évben megjelent első, Kan Lang Kor Lao albuma, és azóta a szórakoztató iparban dolgozik.
2001-ben szerepelt először televízióban, a Nai Hoy Tamin sorozatban Seehót, játszotta, és itt ismerkedett meg Jintara Poonlarppal.
Nős, három lánya van.

## Diszkográfia

### Stúdió lemezek
| #   | Album                                                              |
| --- | ------------------------------------------------------------------ |
| 1.  | "Kan Lang Kor Lao" - Megjelent: 1995 - Kiadó: GMM Grammy           |
| 2.  | "Nam Ta Lon Bon Toe Jeen" - Megjelent: 1996 - Kiadó: GMM Grammy    |
| 3.  | "San Ya Rak Kon Rod" - Megjelent: 1997 - Kiadó: GMM Grammy         |
| 4.  | "Hua Jai Loei Tua" - Megjelent: 1997 - Kiadó: GMM Grammy           |
| 5.  | "Ya Jai Khon Jon" - Megjelent: 1998 - Kiadó: GMM Grammy            |
| 6.  | "Khai Raeng Taeng Nang" - Megjelent: 1999 - Kiadó: GMM Grammy      |
| 7.  | "Tang Bieang Ya Sieang Dean" - Megjelent: 1999 - Kiadó: GMM Grammy |
| 8.  | "Nuei Mai Khon Dee" - Megjelent: 2000 - Kiadó: GMM Grammy          |
| 9.  | "Nak Sue Mor Sam" - Megjelent: 2001 - Kiadó: GMM Grammy            |
| 10. | "Duai Raeng Haeng Rak" - Megjelent: 2002 - Kiadó: GMM Grammy       |
| 11. | "Rong Riean Lang Jan" - Megjelent: 2003 - Kiadó: GMM Grammy        |
| 12. | "Pha Khao Bon Ba Sai" - Megjelent: 2004 - Kiadó: GMM Grammy        |
| 13. | "Kam Lang Jai Nai Waew Ta" - Megjelent: 2005 - Kiadó: GMM Grammy   |
| 14. | "Me Hua Jai Wai Rak Ther" - Megjelent: 2006 - Kiadó: GMM Grammy    |
| 15. | "Yang Rak Kan Yoo Rue Plao" - Megjelent: 2007 - Kiadó: GMM Grammy  |
| 16. | "Pro Lok Nee Mee Ther" - Megjelent: 2009 - Kiadó: GMM Grammy       |
| 17. | "Bon Sen Tang Sai Derm" - Megjelent: 2009 - Kiadó: GMM Grammy      |
| 18. | "Mai Sai Kern Roe" - Megjelent: 2012 - Kiadó: GMM Grammy           |
| 19. | "Bon Thanon Sai Khon Dee" - Megjelent: 2018 - Kiadó: GMM Grammy    |
| 20. | "Status Bor Koei Pliean" - Megjelent: 2019 - Kiadó: GMM Grammy     |

## Filmográfia

### TV-Dráma
| Év   | Cím             | Hálózat   | Szerep |
| ---- | --------------- | --------- | ------ |
| 2001 | Nay Hoi Tha Min | Channel 7 | See Ho |

## Fordítás
Ez a szócikk részben vagy egészben  a   Mike Phiromphon című angol Wikipédia-szócikk 986330369 ezen változatának fordításán alapul.  Az eredeti cikk szerkesztőit annak laptörténete sorolja fel. Ez a jelzés csupán a megfogalmazás eredetét és a szerzői jogokat jelzi, nem szolgál a cikkben szereplő információk forrásmegjelöléseként.